# Прапор Світловодського району
Пра́пор Світлово́дського райо́ну — офіційний символ Світловодського району Кіровоградської області, затверджений 4 серпня 2000 року рішенням сесії Світловодської районної ради. Автори проекту — В. Є. Кривенко та К. В. Шляховий.

## Опис
Прапор являє собою прямокутне полотнище зі співвідношенням сторін 2:3, що складається з двох рівновеликих горизонтальних смуг — синьої та білої, а від древка на відстань 5/11 довжини прапора відходить жовтий трикутник, в якому знаходиться червоний хрест Святого Юрія.

## Символіка
Святий Юрій-Змієборець є символом військової звитяги та перемоги над нападниками. Крім того, він є покровителем землеробства і скотарства. Ці галузі господарювання з давнини притаманні жителям цього краю. Колористика символіки (синій колір і срібло) пов'язана з наявністю Кременчуцького водосховища та річок Тясмину і Дніпра — водних артерій району.